# Forêts de la vallée de la Willamette
Localisation
Les forêts de la vallée de la Willamette forment une écorégion terrestre, définie par le WWF, qui s’étend aux États-Unis dans la vallée de la rivière Willamette et d'une petite partie du bassin du fleuve Columbia. La zone est située dans les États de l'Oregon et de Washington au nord-ouest des États-Unis. Cette écorégion occupe 14 900 km2 d'une zone comprise entre la chaîne côtière de l'Oregon à l'ouest et la chaîne des Cascades à l'est.
À la suite du développement de l'agriculture dans la région, une grande partie de la zone a perdu son état naturel initial. Seule une toute petite proportion de la zone a conservé ses zones de prairies couvertes de chênes parsemés. Cette zone était restaurée par des incendies naturels ou causés par les Amérindiens. Mais la suppression de ces incendies fait que les prairies se font coloniser petit à petit par des arbres.
La vallée est le seul endroit au monde à accueillir la fleur jaune Lomatium bradshawii. Le chêne principal qui pousse dans la région est le chêne de Garry.